# Tamsin Lewis
Tamsin Lewis (* 6. Juli 1979 in Exeter) ist eine ehemalige britische Triathletin und Ironman-Siegerin (2014), die heute im medizinischen Bereich tätig ist.

## Werdegang
Ihr Vater Colin Lewis war ein erfolgreicher britischer Radfahrer, der 1968 bei den Olympischen Spielen startete.
Tamsin Lewis war in ihrer Jugend im Tetrathlon (Schwimmen, Laufen, Schießen und Reiten) aktiv, sie schloss ein Medizin-Studium ab und nahm 2007 bei ihrem ersten Triathlon teil. 2008 wurde sie Elfte bei den ITU-Weltmeisterschaften auf der Triathlon-Kurzdistanz in der Altersklasse 25–29. Ihr Spitzname ist Tim Tam.

### Triathlon-Weltmeisterin 2009
Im September 2009 wurde sie Amateur-Weltmeisterin in der Altersklasse 30–34 und seit 2010 startete Lewis als Profi-Triathletin. Im Juli 2014 konnte sie bei ihrem ersten Start bei einem Ironman-Rennen den Ironman UK gewinnen (3,86 km Schwimmen, 180,2 km Radfahren und 42,195 km Laufen). Im September 2014 beendete sie offiziell ihre Karriere als Triathlon-Profi.
Tamsin Lewis ist verheiratet, sie lebt in London und im März 2015 kam ihre Tochter zur Welt. Sie ist heute als Sportmedizinerin tätig.

## Sportliche Erfolge
| Datum/Jahr    | Rang | Wettbewerb                             | Austragungsort  | Zeit     | Bemerkung                                                                   |
| ------------- | ---- | -------------------------------------- | --------------- | -------- | --------------------------------------------------------------------------- |
| 10. Mai 2014  | DNF  | Ironman 70.3 Mallorca                  | Alcúdia         | –        |                                                                             |
| 22. Sep. 2013 | 2    | Ironman 70.3 Pays d'Aix France         | Aix-en-Provence | 04:29:29 |                                                                             |
| 11. Aug. 2013 | 4    | Ironman 70.3 Germany                   | Wiesbaden       | 04:39:28 | Europameisterschaft über die halbe Ironman-Distanz                          |
| 11. Mai 2013  | 4    | Ironman 70.3 Mallorca                  | Alcudia         | 04:30:57 | mit persönlicher Bestzeit bei einem Ironman 70.3-Rennen                     |
| 23. Sep. 2012 | 6    | Ironman 70.3 Pays d'Aix France         | Aix en Provence | 04:36:02 |                                                                             |
| 15. Apr. 2012 | 2    | TriStar111 Mallorca                    | Portocolom      |          | zweiter Rang wie im Vorjahr                                                 |
| 4. Dez. 2011  | 5    | Ironman 70.3 Asia Pacific              | Phuket          | 04:36:14 |                                                                             |
| 25. Sep. 2011 | 5    | Ironman 70.3 Pays d'Aix France         | Aix en Provence | 04:31:03 |                                                                             |
| 14. Mai 2011  | 6    | Ironman 70.3 Mallorca                  | Alcudia         | 04:39:05 | [ 3 ]                                                                       |
| 8. Mai 2011   | 3    | Volcano Triathlon                      | Lanzarote       | 02:14:05 | Dritte auf der olympischen Distanz                                          |
| 17. Apr. 2011 | 2    | TriStar111 Mallorca                    | Portocolom      | 04:12:22 | 1 km Schwimmen, 100 km Radfahren und 10 km Laufen                           |
| 20. Juni 2010 | 2    | UK Ironman 70.3                        | Somerset        | 04:55:42 | [ 5 ]                                                                       |
| 11. Sep. 2009 | 1    | ITU Triathlon World Championship 30-34 | Gold Coast      | 02:07:41 | Weltmeisterin in der Altersklasse 30–34 beim Grand Final der Rennserie 2009 |
| 2. Aug. 2009  | 12   | London Triathlon                       | London          | 02:07:07 |                                                                             |
| 8. Juni 2008  | 11   | ITU Triathlon World Championship 25-29 | Vancouver       | 02:07:18 | auf der olympischen Distanz in der Altersklasse 25–29                       |

| Datum/Jahr    | Rang | Wettbewerb                | Austragungsort | Zeit     | Bemerkung                  |
| ------------- | ---- | ------------------------- | -------------- | -------- | -------------------------- |
| 20. Juli 2014 | 1    | Ironman UK                | Bolton         | 09:52:12 |                            |
| 27. Juli 2011 | 3    | Triathlon EDF Alpe d’Huez | Alpe d’Huez    | 06:47:25 | Dritte auf der Langdistanz |

(DNF – Did Not Finish)